# Anthemus aloinis
Anthemus aloinis är en stekelart som beskrevs av Prinsloo och Neser 1989. Anthemus aloinis ingår i släktet Anthemus och familjen sköldlussteklar. Inga underarter finns listade i Catalogue of Life.